# Dekanat Kutno – św. Michała Archanioła
Dekanat Kutno – św. Michała Archanioła – jeden z 21 dekanatów diecezji łowickiej. 
W skład dekanatu wchodzą następujące parafie:
- Parafia św. Tomasza Apostoła w Grochowie,
- Parafia św. Andrzeja Apostoła w Kaszewach,
- Parafia Matki Bożej Wspomożenia Wiernych w Kutnie,
- Parafia św. Stanisława BM w Kutnie,
- Parafia św. Michała Archanioła w Kutnie,
- Parafia św. Bartłomieja Apostoła i św. Wojciecha Biskupa i Męczennika w Strzegocinie,
- Parafia św. Katarzyny w Witoni.

Dziekan dekanatu Kutno – św. Michała Archanioła
- ks. Edmund Modzelewski SDB – proboszcz w parafii św. Michała Archanioła w Kutnie

Wicedziekan
- ks. Bogdan Skóra - proboszcz w parafii św. Katarzyny w Witoni

Ojciec duchowny
- ks. Stanisław Zarosa SAC – proboszcz w parafii Matki Bożej Wspomożenia Wiernych w Kutnie